# Смирдін Олександр Пилипович
Олекса́ндр Пили́пович Сми́рдін (1795—1857) — російський видавець, бібліограф.
Головна його заслуга полягала у здешевленні книг, в гідній оцінці літературних творів як капіталу і в зміцненні міцного зв'язку між літературою і книготоргівлею. Його діяльність відіграла значну роль в історії російської освіти.
Збірник «Сто русских литераторов» був виданий ним у трьох випусках у 1839—1845 pp. Перший у російському друці ввів авторський гонорар.
У тринадцять років вже працював в книжковій крамниці московського книгопродавця П. Ільїна, а потім служив прикажчиком у книжковому магазині О. С. Ширяєва. У 1817 році перейшов на службу до петербурзького книгопродавця В. О. Плавильщикова, який незабаром доручив йому ведення всіх своїх справ. У 1823 році Плавильщиков помер. Залишений ним заповіт надавав Смирдіну право, за його службу, купити весь товар книгарні, бібліотеки та друкарню за тією ціною, за якою він захоче, але Смирдін не скористався цим правом, а зробив виклик всіх книгопродавців для оцінки майна Плавильщикова і сам призначив ціну вище всіх.
Безкорисливість і довірливість його при відпустці книжкового товару довели його, врешті-решт, до цілковитого розорення; незважаючи на підтримку з боку уряду, Смирдін був оголошений неспроможним боржником. Бібліотеку Смирдіна в 1847 році придбав раніше працювавший у нього П. І. Крашенинников.